# Internationale Cyclocross Heerderstrand

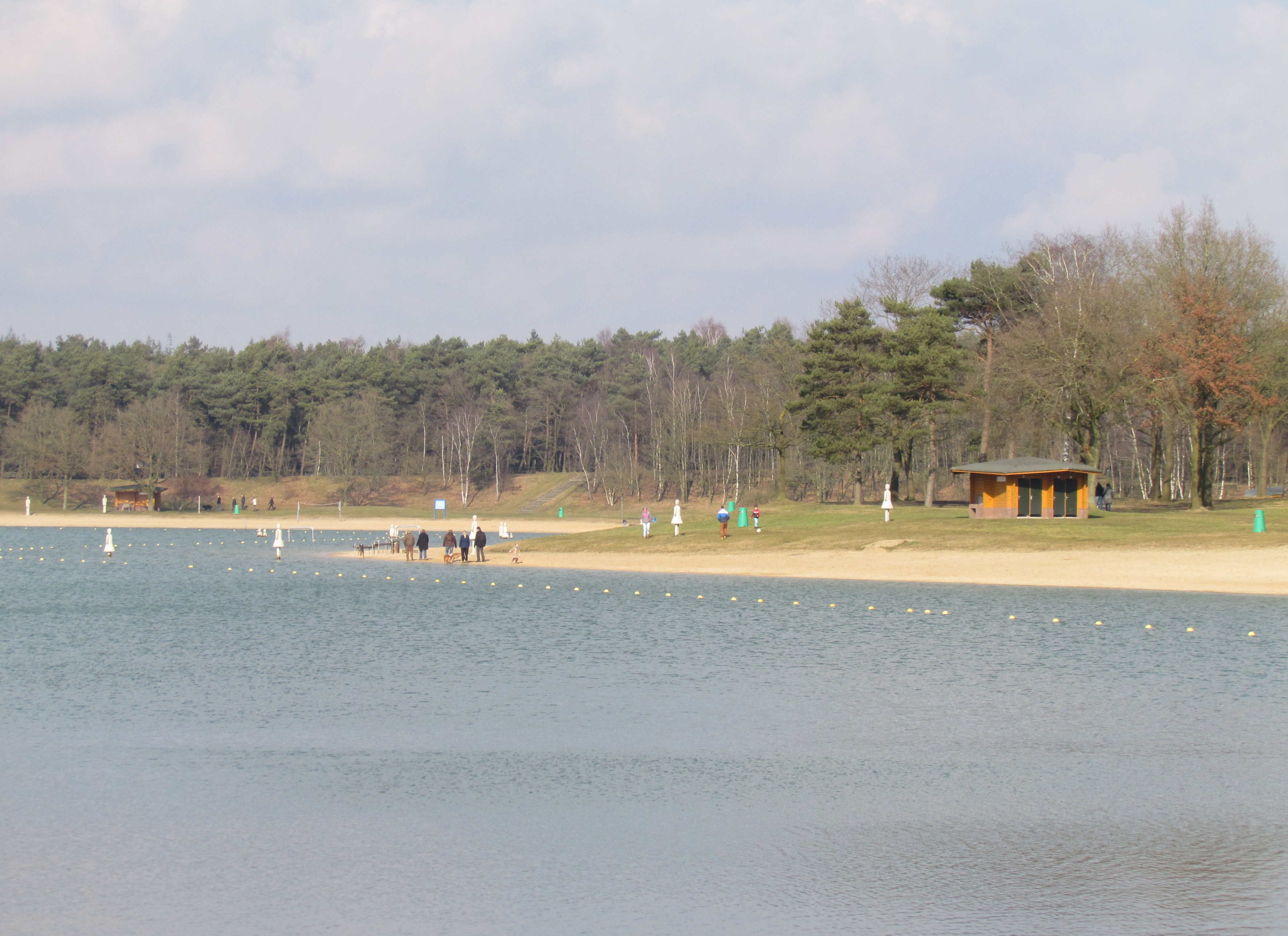
Der Heerderstrand, Schauplatz des Rennens

Der Internationale Cyclocross Heerderstrand ist ein niederländisches Cyclocrossrennen.

## Geschichte
2019 richtete der Veloclub Veluwe erstmals ein Cyclocrossrennen bei Heerde im Norden Gelderlands aus, noch im nationalen Kalender der Niederlande. Der Parcours verläuft am Rande eines Baggersees, der beim Bau der nahegelegenen Autobahn entstand, und durchquert dessen Strand sowie den umliegenden Wald. 2023 stand das Rennen erstmals im internationalen Kalender, womit es seinen jetzigen Namen bekam. 2024 wurde es in die Rennserie Exact Cross aufgenommen.

## Siegerliste

### Männer
- 2023:  Niels Vandeputte
- 2024:  Eli Iserbyt

### Frauen
- 2023:  Manon Bakker
- 2024:  Ceylin del Carmen Alvarado